# Venatrix arenaris
Venatrix arenaris är en spindelart som först beskrevs av Henry Roughton Hogg 1905.  Venatrix arenaris ingår i släktet Venatrix och familjen vargspindlar. Inga underarter finns listade i Catalogue of Life.